# Diecéze novosibirská Proměnění Páně
Diecéze novosibirská Proměnění Páně (rusky Преображенская епархия в Новосибирске) je římskokatolická diecéze na území Ruska se sídlem v Novosibirsku a katedrálou Proměnění Páně. Je součástí moskevské církevní provincie, vznikla v roce 1991 jako apoštolská administratura Západní Sibiř, roku 2002 se stala diecézí. Jejím současným biskupem je Joseph Werth.